# Blaschkoallee
Blaschkoallee – stacja metra w Berlinie na linii U7, w dzielnicy Britz, w okręgu administracyjnym Neukölln. Stacja została otwarta w 1963.